# اوساکاروفکا
اوساکاروفکا (به قزاقی: Osakarovka) یک منطقهٔ مسکونی در قزاقستان است که در استان قراغندی واقع شده‌است. اوساکاروفکا ۸٬۰۴۶ نفر جمعیت دارد.